# Старая Лопастейка (село)
Старая Лопастейка — село в Вольском районе Саратовской области в составе Колоярского муниципального образования.

## География
Находится на расстоянии примерно  54 километра по прямой на северо-запад от районного центра  города Вольск. 

## История
Село было основано в 1798 году. 

## Население
Население составляло 86 человек в 2002 году (95% русские),  10 в 2010.